# Pierre Charron

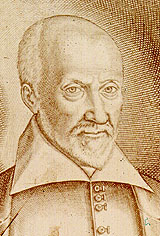
Pierre Charron (1541–1603). Französischer Philosoph und Theologe.

Pierre Charron (* 1541 in Paris; † 16. November 1603 ebenda) war ein französischer Philosoph, Theologe und Vertreter des Skeptizismus.

## Leben und Wirken
Pierre Charron wurde in Paris als eines von 25 Kinder eines Buchhändlers geboren. Er studierte Recht in Orléans und Bourges und promovierte 1571. Eine Zeit lang arbeitete er als Anwalt. Nach einer Tätigkeit als Anwalt und nachfolgendem Studium der Theologie empfing Charron 1576 die Priesterweihe und wirkte u. a. als Hofprediger der französischen Königin Margarete von Navarra (Margarete von Valois). Trotz seiner Erfolge als theologischer Berater in mehreren Diözesen und als Kanoniker in Bordeaux versuchte er 1589, sich in ein Kloster zurückzuziehen, was ihm jedoch aufgrund seines Alters verweigert wurde. Im selben Jahr lernte er den französischen Essayisten Michel de Montaigne kennen, dessen enger Freund und Schüler er wurde.
Auf Einladung des Erzbischofs von Bazas, Arnaud de Pontac (1530–1605), zog er in den Südwesten des Landes.
Von 1576 bis 1594 lebte er in Bordeaux. Dort war er Kanoniker und Magister der Kathedrale Saint-André tätig und lernte Michel de Montaigne kennen. Ende des Jahres 1588 bis Anfang 1589 reiste er nach Saintes und Angers. Dort sorgte seine Verbindung mit der Ligue catholique für ein  gewisses Ressentiment ihm gegenüber. Von dem Jahre 1594 an bis 1600 stand er unter dem Schutz von Antoine Hébrard de Saint-Sulpice, Bischof von Cahors.
Sein erstes Buch führte dazu, dass er zum Stellvertreter der Generalversammlung des Klerus gewählt wurde, für die er dann Oberkanzler wurde.
Charrons philosophische Arbeiten sind vom Skeptizismus des Philosophen Michel de Montaigne stark beeinflusst. Beide waren miteinander befreundet. Als Hauptwerk Charrons gilt das 1601 fertiggestellte und aus drei Bänden bestehende Werk unter dem Titel Traite de la sagesse.
In De la sagesse untersuchte Charron die Möglichkeit der Erkenntnis außerhalb der offenbarten Wahrheiten und kam erneut zu dem Schluss, dass der Weise völlig zweifelt, weil seine geistigen Fähigkeiten unzuverlässig sind. Eine solche Skepsis hätte, laut Charron, zwei Vorteile: Sie befreie die Menschen von Vorurteilen und sie befreie offenbarte Wahrheiten zu empfangen. Folglich kann der Skeptiker auch kein Ketzer sein, denn er könne keine falschen Meinungen haben. 
Von Montaigne aus erlangte Charron seine skeptische Tendenz, gepaart mit dem traditionellen römischen Katholizismus, der in seinen beiden Hauptwerken erwähnt wurde: Les Trois Vérités (1593; „Die drei Wahrheiten“) und De la sagesse (1601; Über die Weisheit). In dem Ersten, das als Gegenreformation gegen die reformierte Theologie von Johannes Calvin gedacht war, behauptete Charron, dass das Wesen und die Existenz Gottes wegen der Unendlichkeit Gottes und der Schwäche des Menschen nicht erkennbar seien. Der Glaube, nicht der Grund, sei für die Akzeptanz des Christentums notwendig und nur die Autorität der traditionellen römisch-katholischen Kirche könne die menschlichen Schwächen ausgleichen, die den Versuchen des Reformators, Gott zu kennen, innewohnten.
In seiner Moraltheorie stellte Charron den Skeptiker als einen Menschen vor, der, wenn er keine göttlichen Befehle erhalten habe, gemäß der Natur lebte. Durch die Konstruktion eines „edlen Wilden“, der seine moralischen Richtlinien aus der natürlichen Welt bezöge, wurde Charron einer der ersten modernen Ethiktheoretiker, der die Grundlage für eine Moral außerhalb der Religion legte.

## Werke (Auswahl)

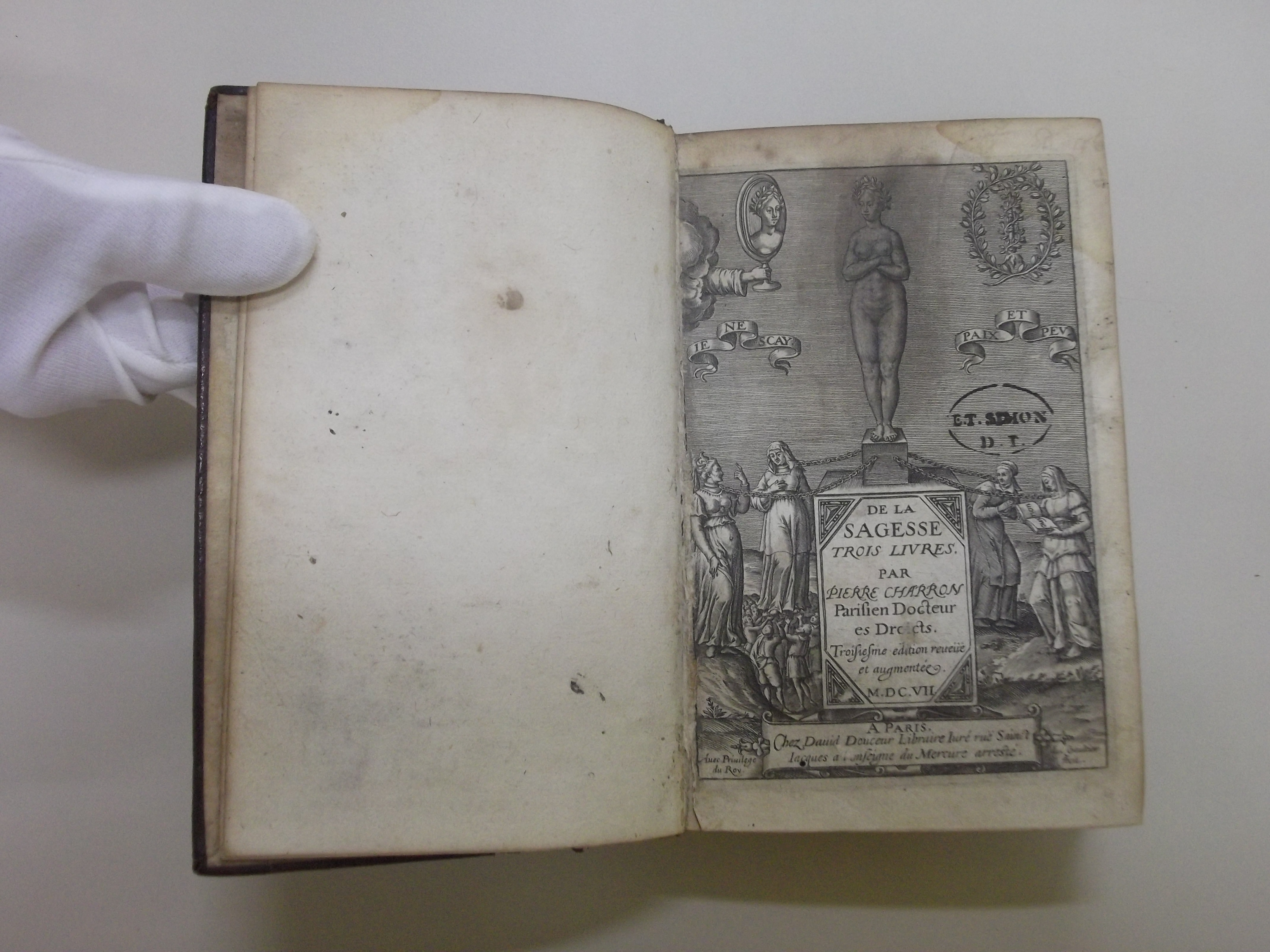
Frontispiz De la sagesse : trois livres in der Ausgabe 3^{me} ed. rev. et augm.– Paris : David Deuceur Libraire Iuré, 1607 von Pierre Charron.

- Trois Vérités. (orig. Les trois veritez) Cahors, (1593)
- Discours chrétiens. Bordeaux (1600)
- De la sagesse. Trois livres Bordeaux, (1601)
- Œuvres complètes. Paris, (1635)